# McConnell Air Force Base

## Informazioni generali
La McConnell Air Force Base è una base aerea militare dell'United States Air Force gestita dall'Air Mobility Command situata presso la città di Wichita, nel Kansas.
La base, attivata il 5 giugno 1951, prende il nome dai fratelli McConnell, nati a Wichita, il Tenente Colonnello Edwin M., morto il 1 settembre 1997, il Capitano Fred J., morto il 22 ottobre 1945 e il secondo tenente Thomas L, ucciso il 10 luglio 1943, tutti piloti della Seconda Guerra Mondiale a bordo di B-24.

## Unità
Attualmente l'unità ospitante è il 22nd Air Refueling Wing
Sono presenti i seguenti reparti:
- U.S.A.F.
  - 184th Intelligence Wing, Kansas Air National Guard
  - 931st Air Refueling Wing, Air Force Reserve Command